# العلاقات السريلانكية الليبية
العلاقات السريلانكية الليبية هي العلاقات الثنائية التي تجمع بين سريلانكا وليبيا.

## مقارنة بين البلدين
هذه مقارنة عامة ومرجعية للدولتين:
| وجه المقارنة                                              | سريلانكا                         | ليبيا                                       |
| --------------------------------------------------------- | -------------------------------- | ------------------------------------------- |
| المساحة (كم2)                                             | 65.61 ألف                        | 1.76 مليون                                  |
| عدد السكان (نسمة)                                         | 21.44 مليون                      | 6.37 مليون                                  |
| الكثافة السكانية (ن./كم²)                                 | 326.78                           | 3.62                                        |
| العاصمة                                                   | سري جاياواردنابورا كوتي، كولمبو  | طرابلس                                      |
| اللغة الرسمية                                             | اللغة السنهالية، اللغة التاميلية | اللغة العربية، اللغة العربية الفصحى الحديثة |
| العملة                                                    | روبية سريلانكي                   | دينار ليبي                                  |
| الناتج المحلي الإجمالي (بليون دولار)                      | 87.17 مليار                      | 50.98 مليار                                 |
| الناتج المحلي الإجمالي (تعادل القوة الشرائية) بليون دولار | 246.62 مليار                     | 69.32 مليار                                 |
| الناتج المحلي الإجمالي الاسمي للفرد دولار أمريكي          | 3.93 ألف                         |                                             |
| الناتج المحلي الإجمالي للفرد دولار أمريكي                 | 11.11 ألف                        | 15.60 ألف                                   |
| مؤشر التنمية البشرية                                      | 0.757                            | 0.724                                       |
| رمز المكالمات الدولي                                      | +94                              | +218                                        |
| رمز الإنترنت                                              | .lk،                             | .ly                                         |
| المنطقة الزمنية                                           | ت ع م+05:30                      | ت ع م+02:00، توقيت شرق أوروبا               |

## منظمات دولية مشتركة
يشترك البلدان في عضوية مجموعة من المنظمات الدولية، منها:
| علم المنظمة | اسم المنظمة                        | تاريخ انضمام سريلانكا | تاريخ انضمام ليبيا |
| ----------- | ---------------------------------- | --------------------- | ------------------ |
|             | مؤسسة التنمية الدولية              | 27 يونيو 1961         | 1 أغسطس 1961       |
|             | يونسكو                             | 14 نوفمبر 1949        | 27 يونيو 1953      |
|             | وكالة ضمان الاستثمار متعدد الأطراف | 27 مايو 1988          | 5 أبريل 1993       |
|             | الأمم المتحدة                      | 14 ديسمبر 1955        | 14 ديسمبر 1955     |
|             | الاتحاد البريدي العالمي            | ?                     | ?                  |
|             | البنك الدولي للإنشاء والتعمير      | 29 أغسطس 1950         | 17 سبتمبر 1958     |
|             | الاتحاد الدولي للاتصالات           | 1897                  | 3 فبراير 1953      |
|             | منظمة حظر الأسلحة الكيميائية       | ?                     | ?                  |
|             | مؤسسة التمويل الدولية              | 20 يوليو 1956         | 18 سبتمبر 1958     |
|             | منظمة الشرطة الجنائية الدولية      | ?                     | ?                  |

## وصلات خارجية
- موقع وزارة الخارجية السريلانكية
- موقع وزارة الخارجية الليبية